# هاماربی لینه

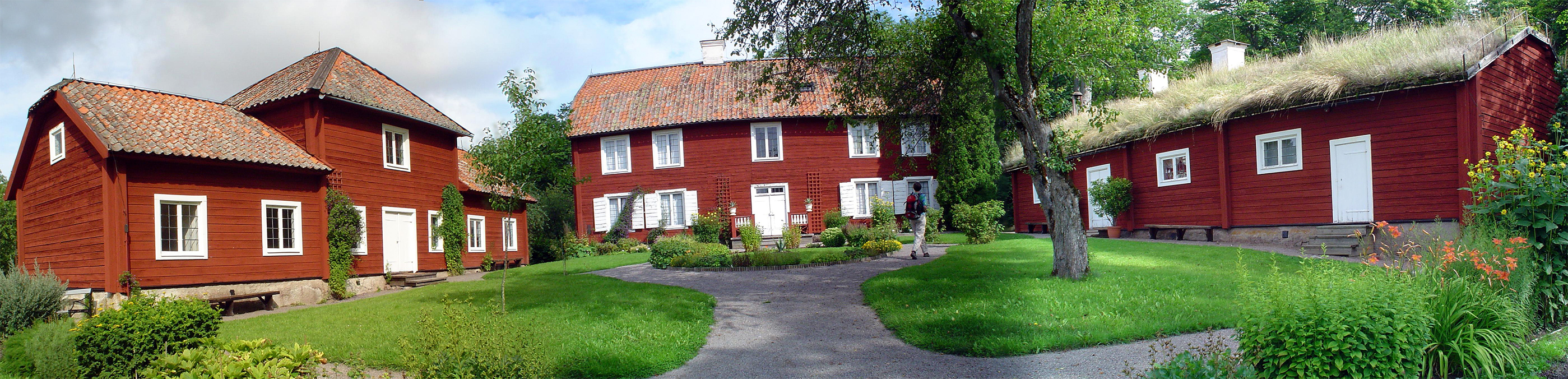
هاماربی لینه

هاماربی لینه (سوئدی: Linnés Hammarby) یک خانه‌موزه تاریخی و عمارت و یکی از سه باغ گیاه‌شناسی متعلق به دانشگاه اوپسالا در سوئد است. این خانه در ۱۰ کیلومتری جنوب شرق اوپسالا قرار دارد.
عمارت هاماربی، خانه تابستانی سابق کارل لینه و خانواده‌اش بود. کارل لینه دانشمند و استاد دانشگاه اوپسالا بود. لینه به تدریج این ملک را به محل اقامت و مطالعهٔ خصوصی خود تبدیل کرد و تا زمان مرگش به‌طور دائم در آنجا اقامت گزید.